# Río
Río è il settimo album in studio della band colombiana Aterciopelados, pubblicato nel 2008. L'album è a tema ambientale, lamentando l'inquinamento del fiume Bogotà. Nel 2012, Rolling Stone lo ha classificato al numero 6 nella sua lista dei 10 migliori album di rock latino di tutti i tempi. È stato nominato al 52 ° Annual Grammy Awards come miglior album rock latino / alternativo o urbano.
La copertina per l'album presenta un pezzo di graffiti realizzato interamente con colori ad acqua e senza aerosol. Raffigura un anaconda ancestrale, la madre dell'umanità secondo gli indigeni e il simbolo del fiume, usata come metafora per il recupero del fiume Bogotà.
Pubblicato dopo un anno di pausa dalla pubblicazione di Oye, Río mantiene diverse funzionalità del suo predecessore e alcune reminiscenze di La Pipa de la Paz. L'album Río ha un tema concettuale e lirico di consapevolezza ambientale, il suono dell'acqua corrente riempie il vuoto tra le canzoni e trasmette il messaggio, rafforzando il concetto di consapevolezza ambientale. Quando l'album tocca problemi non ambientali, i testi rimangono politicamente impegnati e socialmente consapevoli.
La musica di Río è composta da groove, rock guidato dalla chitarra con batteria nitida, che fa confronti con gruppi della new wave come The Police e Talking Heads mentre attinge regolarmente ritmi e strumenti locali tradizionali dalla Colombia e oltre.
Río ha ricevuto recensioni generalmente positive dalla critica musicale. Mario Iván Oña del Washington Post li ha elogiati per aver cambiato ancora una volta il loro suono per un nuovo album e per il loro songwriting.
Jon Pareles ha scritto sul New York Times che l'album ha una "nuova sfumatura d'urgenza" ed "è nel modo in cui la voce sempre ottimista di Andrea Echeverri aggiunge un sottotono di determinazione mentre canta testi che celebrano la natura e il corpo ma si preoccupano dello stato dell'ambiente e della violenza umana. Riflessivo e serio, ma mai duro nel rimanere fiducioso"." Banning Eyre ha detto su NPR "Le melodie accattivanti della chitarra di Hector Buitrago e i voli vocali sfilacciati di Andrea Echeverri sono così seducenti che la barriera linguistica si scioglie da sola" e ancora "Non ricordo quando un CD offriva così tante melodie con cui vuoi solo rannicchiarti e accarezzarti."

## Tracce
1. Río – 4:09
2. Tréboles – 3:16
3. 28 (feat. Goyo) – 4:01
4. Día paranormal – 4:01
5. Gratis – 4:27
6. "Vals – 4:27
7. Madre – 5:25
8. Bandera – 2:37
9. Ataque de risa – 3:21
10. Hijos de tigre – 3:32
11. Hijos de tigre – 4:20
12. Tomate – 3:41
13. Agüita – 3:44